# Centavo Lincoln
El centavo Lincoln (o a veces llamado penique Lincoln) es una moneda de un centavo emitida por la Casa de Moneda de los Estados Unidos desde 1909.  El anverso o cara delantera fue diseñado por Victor David Brenner, tal como era el reverso original.  La moneda ha tenido distintos grabados y ahora luce uno de Lyndall Bass que representa el escudo de la Unión. Todas las monedas lanzadas por el gobierno de Estados Unidos con un valor de 1/100 de un dólar se denominan céntimos porque dicho país siempre ha valorado las monedas usando decimales. El apodo de penique es un recordatorio de las monedas emitidas en Inglaterra con el mismo nombre, que pasaron a decimales en 1971.

## Diseños del reverso

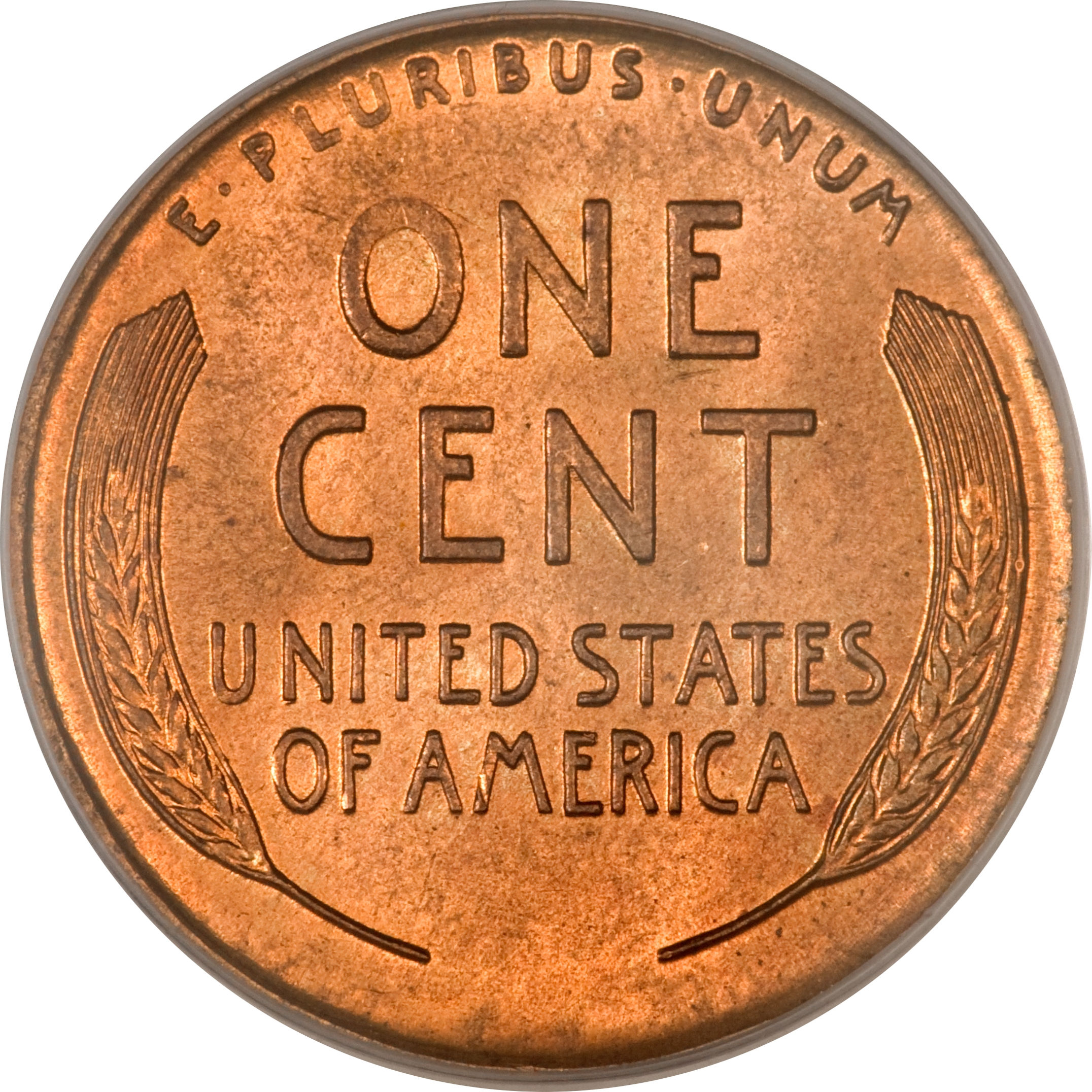
Orejas de trigo
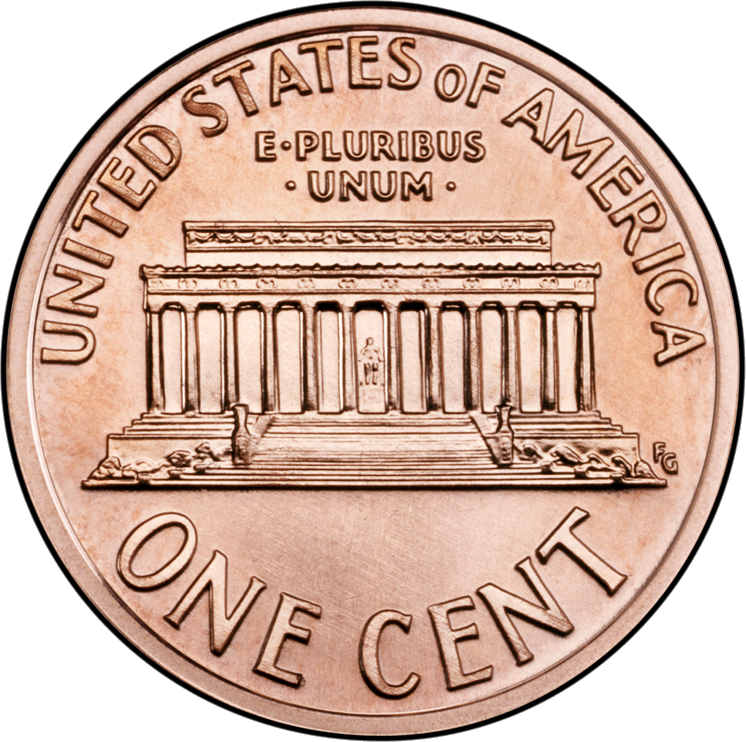
Monumento a Lincoln
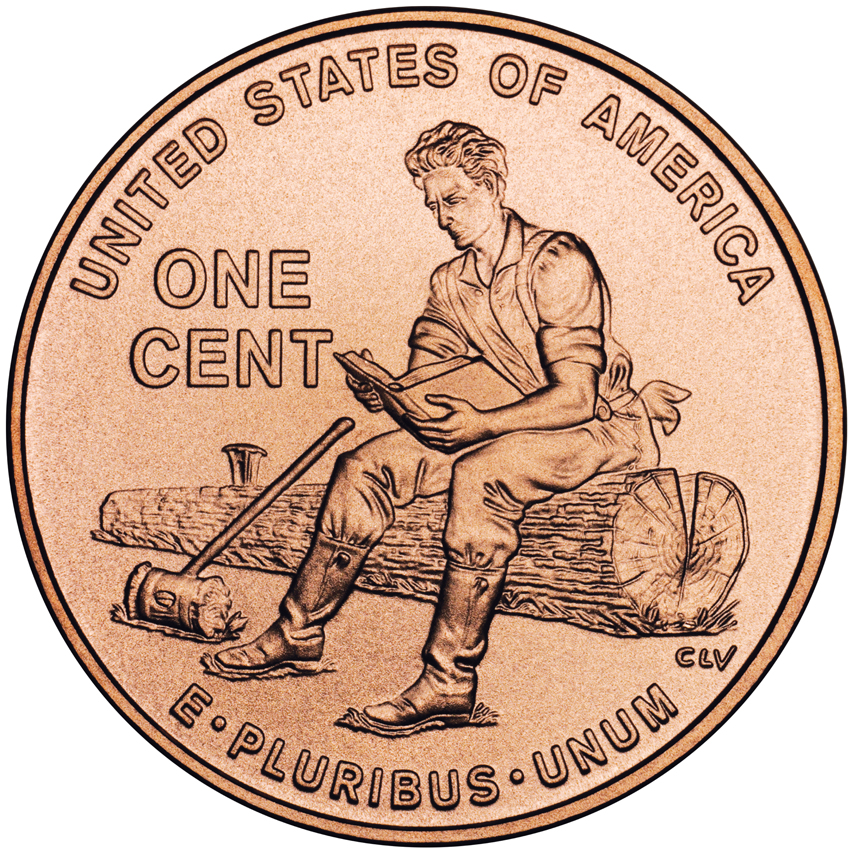
Años formativos en Indiana

- Datos: Q3241312
- Multimedia: United States cents / Q3241312